# Zygmunt Łubieński
Zygmunt Łubieński herbu Pomian – chorąży większy sieradzki w latach 1649-1676, stolnik sieradzki w latach 1645-1649.
Był elektorem Michała Korybuta Wiśniowieckiego z województwa sieradzkiego w 1669 roku